# Stanley Sadie
Stanley Sadie (Wembley, 30 ottobre 1930 – Cossington, 21 marzo 2005) è stato un critico musicale e musicologo inglese.
Docente al Trinity College of Music dal 1957 al 1965 e critico musicale del Times dal 1964 al 1981, nel 1980 diresse la sesta edizione del Grove Dictionary of Music and Musicians e nel 1992 diede alle stampe il New Grove Dictionary of Opera.
Fu studioso di musicisti come Georg Friedrich Händel e Wolfgang Amadeus Mozart.